# Eunice Castro
Eunice Castro   (Montevideo, 6 de gener de 1972) és una ballarina, model, actriu i presentadora uruguaiana.

## Biografia
Eunice Castro és filla de Glasy Casaravilla i Eduardo Castro. Va estudiar ballet clàssic tota la seva infància i adolescència a l'Escola Nacional de Dansa de l'Uruguai. El món de la moda li cridava l'atenció i de fet, la seva germana gran Janice Castro era model. Als 20 anys, el 1990, Eunice es va presentar a un concurs de models organitzat per la revista Estil, d'El País i el va guanyar. Després va començar a fer desfilades per a dissenyadors d'alta costura, campanyes i va arribar a treballar en diversos països; va desfilar i va posar a l'Argentina, Espanya, França, Estats Units, i contractada per l'agència Élite de Madrid va desfilar a París, entre d'altres.
La seva gran alçada de 1,78 m i un cos estilitzat per anys de dansa i una bellesa exòtica la van fer escalar posicions en l'univers de la moda.
El 1999, quan ja era una model consagrada, Eunice Castro va protagonitzar un nu per a la revista Sábado Show i en la qual es va caracteritzar com Pocahontas. La tapa i la resta de la producció van cridar tant l'atenció que es va generar un gran debat en el seu moment.
El 2002 va ser co-presentadora reemplazant junt amb Sergio Puglia del magazine Tveo a Diario per Canal 5 de l'Uruguai. Entre 2005 i 2008 va ser presentadora del magazine Bien Despiertos emès a Canal 12 de l'Uruguai.
El 2003, va exposar mediàticament el seu divorci. El seu marit de llavors, Jorge Rama, va començar un romanç amb Susana Giménez. L'escàndol va ser internacional i Eunice es va manejar molt bé davant la insistència dels mitjans, parlant poc, de perfil baix i sense revengismes quan ho feia.
El 2005 va començar en la presentació de Bien despiertos, magazine en el Canal 12.
Va estar en les obres Shangay compartint elenc costat de Claudia Albertario, Chunchuna Villafañe i Nicolás Pauls, entre d'altres; i Varieté per a María Elena a carrer Corrientes. El 2008 va participar en Bailando por un Sueño 2008 de l'Argentina, quedant en el 7è lloc de la competència; sent la Uruguaiana que més lluny va arribar en aquesta competència. Els índex d'audiència a l'Uruguai quan es presentava Eunice eren altíssims; s'havia transformat en una mena d'ambaixadora a Showmatch; també reemplaçant a María Vázquez a El musical de tus sueños de l'Argentina.
L'any 2009 va presentar junt amb Maximiliano de la Cruz el programa El casting de la tele.
Va realitzar el 2012 una participació especial en la telenovel·la argentina èxit en audiència Dulce amor, de Telefe.
Entre 2012 i 2013 va presentar junt amb Federico Buysán i Natalie Yoffe el cicle vespertí Verano perfecto. També va estàr al front del programa de ràdio ¿Qué pasa ciudad? (durant l'any) i ¿Qué pasa verano? (durant l'estiu) com a presentadora junt amb Diego Fonsalia i la locutora Rossana Duarte.
Després d'un període de dos anys allunyada dels mitjans, va tornar irreconeixible després d'una cirurgia reconstructiva del septe nasal i va ser entrevistada en diversos programes on el seu nou aspecte va ser el tema central. Entre els entrevistadors que van promocionar l'inici d'aquesta nova etapa de la model es troben Luis Alberto Carballo, Nelson Burgos i Jorge Traverso.